# Ligne de feu
Ligne de feu est une série télévisée française en 9 épisodes de 52 minutes créée par Stéphane Kaminka et réalisée par Marc Angelo, diffusée à partir du 16 mars 2009 sur TF1 et en Belgique sur La Une.

## Synopsis
À Bordeaux, Antoine, Iker, Alexandra, Benjamin, Pierre, Francisco et les autres sont pompiers sous les ordres du commandant Renaud Burgess, et du capitaine de la caserne Franck Schreiber. Doutes personnels, rebondissements sentimentaux et victoires sur le sort forment leur quotidien, entre aléas personnels et challenges professionnels. Par une nuit glaciale, la brigade est appelée en urgence pour secourir le petit Sacha, seul en pyjama sur un balcon. Plus tard, c'est un feu qui leur est signalé : il leur faut intervenir le plus rapidement possible pour éviter que les flammes ne tuent. Deux personnes sont retournés dans un bâtiment pour sortir d'autres individus restés coincés...

## Fiche technique
- Réalisation : Marc Angelo
- Scénario : Stéphane Kaminka
- Musique : Fabrice Aboulker

## Distribution
- Alexis Loret : Antoine Elissalde
- Mathieu Delarive : Iker Larramendy
- Catherine Demaiffe : Alexandra Vincent
- David Saracino : Cisco Alves
- Lionnel Astier : Renaud Burgess
- Thierry Perkins-Lyautey : Franck Schreiber
- Ivan Cori : Benjamin "Benji" Delmas
- Laura Weissbecker : Isabelle Larramendy
- Clémence Aubry : Myriam
- Nathalie Grandhomme : Nikki Burgess
- Anne Charrier : Laura Van Bommel
- Frédéric Bouchet : Médecin pompier
- Arnaud Gibey : Alain
- Didier Mérigou : Christopher
- Vania Vilers : Roger Larramendy
- Sarah-Laure Estragnat : Claire
- Jean-Baptiste Fonck : Simon

## Épisodes
1. Pilote
2. Au nom du père
3. Sauver ou périr
4. Femme pompier : mode d'emploi
5. Je ne suis pas un héros
6. XXL solitude
7. Le regard du fils
8. Droit dans ses bottes
9. Les nouvelles vies